# Marcel Desprets
Marcel Cyr Desprets (* 19. August 1906 in Saint-Quentin; † 12. März 1973 in Brignoles) war ein französischer Degenfechter.

## Erfolge
Marcel Desprets wurde 1935 in Lausanne und 1947 in Lissabon mit der Mannschaft Weltmeister. Er nahm an den Olympischen Spielen 1948 in London teil, bei denen er in der Einzelkonkurrenz in der Halbfinalrunde ausschied. Im Mannschaftswettbewerb erreichte er mit der französischen Equipe die Finalrunde, die Frankreich ungeschlagen auf dem ersten Platz abschloss. Neben Desprets wurden Édouard Artigas, Henri Lepage, Henri Guérin, Maurice Huet und Michel Pécheux somit Olympiasieger.